# Toshihiro Matsushita
Toshihiro Matsushita (Kagoshima, 17 oktober 1983) is een Japans voetballer.

## Clubcarrière
Matsushita speelde tussen 2002 en 2010 voor Gamba Osaka, Albirex Niigata en FC Tokyo. Hij tekende in 2011 bij Vegalta Sendai.